# Crawfordsville (Iowa)
Crawfordsville – miasto w Stanach Zjednoczonych, w stanie Iowa, w hrabstwie Washington.

## Demografia
Zgodnie ze spisem statystycznym z 2000, miasto liczyło 295 mieszkańców. W 2023 liczba mieszkańców spadła nieznacznie do 278 osób, a gęstość zaludnienia poniżej 293 osób/km².